# Maria Vladimirovna van Rusland

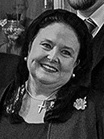
Maria Vladimirovna van Rusland in 2016

Maria Vladimirovna Romanova (Russisch: Мари́я Влади́мировна Рома́нова) (Madrid, 23 december 1953) is sinds 1992, toen Vladimir Kirillovitsj van Rusland stierf, een van de twee, maar wel de meest erkende, pretendente
van de vacante Russische troon.
Maria Vladimirovna werd geboren als enig kind van grootvorst Vladimir Kirillovitsj uit het, tot 1917, in Rusland regerende huis Romanov-Holstein-Gottorp en Leonida Georgievna Bagration-Moechranski uit het, tot 1783, in Georgië regerende Huis der Bagrationi. Ze groeide op in Frankrijk en Spanje. Op 22 mei 1976 huwde ze in Madrid met prins Frans Willem van Pruisen. Uit het in 1982 ontbonden huwelijk werd in 1981 een zoon, Georgi Michailovitsj Romanov geboren.
Maria Vladimirovna beweert dat toen haar vader stierf, de mannelijke lijn van het huis Romanov uitstierf, zij hem daardoor opvolgde als Hoofd van de keizerlijke familie. Hoewel er nog nazaten zijn in de mannelijke lijn van de tsaars Alexander II en Nicolaas I van Rusland, zijn deze allemaal het resultaat van een morganatisch huwelijk en maken zij volgens Maria Vladimirovna dus geen aanspraak op de troon. De aanspraak van Maria Vladimirovna Romanova is volgens anderen in strijd met de huiswetten van de Romanovs, daar haar vader trouwde met een telg uit een niet-regerend vorstenhuis; haar aanspraak wordt daarom door haar verwanten dan ook betwist. Binnen de ultranationalistische en streng Russisch-orthodoxe kringen wordt zij wel als de legitieme pretendente gezien. Met name de Russische adelverenigingen en de Russisch-orthodoxe Kerk steunen Maria Vladimirovna in haar aanspraak.
Maria Vladimirovna wordt al sinds haar geboorte "Hare Keizerlijke Hoogheid" genoemd en voert de titel "grootvorstin van Rusland". Strikt genomen is zij "Maria Vladimirovna van Rusland" maar de leden van de dynastie Romanov gebruiken sinds de revolutie steeds vaker de naam Romanov of het vrouwelijke Romanova. Door haar huwelijk werd zij ook een "prinses van Pruisen".
Als pretendente is Maria in de ogen van haar aanhangers "Hare Majesteit Maria I, Keizerin en Autocrate van alle Ruslanden". Zij noemt zich ook Grootmeesteres en soevereine van de Keizerlijke Russische Ridderorden zoals de Orde van Sint-Stanislaus en deze worden door haar verleend. Zij wordt ook als zodanig erkend door de gezaghebbende Internationale Commissie voor Ridderlijke Ordes. Maria hervormde de Militaire Orde van Sint Nicolaas de Wonderdoener en verleent deze onderscheiding aan Russische officieren.